# Фијат 525
Фијат 525 је путнички аутомобил произведен од стране италијанског произвођача аутомобила Фијат између 1928. и 1931. год. као већи наследник модела Фијат 512.
Фијат 525 је модификован годину дана након што је почела производњу и преименован је у 525Н. Спорт варијанта је 525СС, имала је снажнији мотор и краћу шасију.

## Мотори
| Model  | Година  | Мотор      | Запремина | Снага | Систем за гориво |
| ------ | ------- | ---------- | --------- | ----- | ---------------- |
| 525    | 1927-29 | 6 цилиндра | 3739 цц   | 69 КС | један карбуратор |
| 525 SS | 1928-30 | 6 цилиндра | 3739 цц   | 89 КС | један карбуратор |

- Фијат 525 Н спајдер 1929
- Фијат 525 С седан 1929
- Фијат 525 седан 1928